# Cao Bá Quát
Cao Bá Quát (chữ Hán: 高伯适; 1808–1855), biểu tự Chu Thần (周臣), hiệu Mẫn Hiên (敏軒), lại có hiệu Cúc Đường (菊堂), là quân sư trong cuộc nổi dậy Mỹ Lương, và là một nhà thơ nổi danh ở giữa thế kỷ 19 trong lịch sử văn học Việt Nam.

## Thân thế
Ông là người làng Sủi, phủ Thuận An, trấn Kinh Bắc; nay thuộc thôn Phú Thụy, xã Phú Thị, huyện Gia Lâm, Hà Nội.
Có ý kiến khác nhau về tên tự của Cao Bá Quát. Theo GS. Dương Quảng Hàm thì Cao Bá Quát có hiệu là Chu Thần (周臣). Theo các tác giả gần đây như GS. Nguyễn Lộc, GS. Vũ Khiêu, GS. Thanh Lãng, GS. Nguyễn Q. Thắng – Nguyễn Bá Thế ... thì tự của ông là Chu Thần, còn Mẫn Hiên (閔軒) chỉ là hiệu hoặc là biệt hiệu. Theo gia phả của dòng họ Cao ở Phú Thị: "Thân sinh ra Cao Bá Quát tên là Cao Huy Tham, có tên tự là Bộ Hiên. Ông nội Cao Bá Quát có tên tự là Ngọ Hiên. Cao Bá Quát có tên tự là Mẫn Hiên, lúc sinh thời, ông thường dùng các bút hiệu như: Chu Thần, Cao Chu Thần,  hoặc Cao Tử".
Ông nội Cao Bá Quát tên là Cao Huy Thiềm (1761-1821) sau đổi là Cao Danh Thự, một danh y nổi tiếng trong vùng. Thân sinh Cao Bá Quát tên là Cao Huy Sâm (1784-1850) sau đổi là Cao Huy Tham, cũng là một thầy thuốc giỏi . Cao Bá Quát là em song sinh với Cao Bá Đạt, là chú của Cao Bá Nhạ và là ông tổ của cháu nội đời thứ 7 Cao Bá Hưng.

## Phục vụ nhà Nguyễn
Thuở nhỏ, Cao Bá Quát sống trong cảnh nghèo khó, nhưng nổi tiếng là trẻ thông minh, chăm chỉ và văn hay chữ tốt. Năm Tân Tỵ (1821), ông thi khảo hạch ở trường lúc đó mới 13 tuổi, nhưng thi Hương (lần đầu) không đỗ. 
Năm Tân Mão (1831) đời vua Minh Mạng, ông thi Hương đỗ Á Nguyên tại trường thi Hà Nội, nhưng đến khi duyệt quyển, bị Bộ Lễ kiếm cớ xếp xuống cuối bảng  xếp ông xuống hạng cuối cùng trong số 20 người đỗ cử nhân.
Năm Nhâm Thìn (1832), Cao Bá Quát vào kinh đô Huế dự thi Hội nhưng không đỗ. Sau đó, ông vào kinh dự thi mấy lần nữa, nhưng lần nào cũng hỏng.
Năm 1841 đời vua Thiệu Trị, được quan tỉnh Bắc Ninh tiến cử, Cao Bá Quát được triệu vào kinh đô Huế bổ làm Hành tẩu ở bộ Lễ. Tháng 8 (âm lịch) năm đó, ông được cử làm sơ khảo trường thi Thừa Thiên. Thấy một số bài thi hay nhưng có chỗ phạm trường quy, ông bàn với bạn đồng sự là Phan Nhạ lấy son hòa với muội đèn chữa lại. Việc bị phát giác, ông bị bắt giam vào ngục Trấn Phủ (ngày 7 tháng 9 âm lịch), rồi chuyển đến ngục Thừa Thiên (21 tháng 1 âm lịch năm Nhâm Dần, 1842). Suốt thời gian dài bị giam cầm, ông thường bị nhục hình tra tấn. Nhưng khi án đưa lên, vua Thiệu Trị đã giảm cho ông từ tội "trảm quyết" xuống tội "giảo giam hậu", tức được giam lại đợi lệnh. Sách Đại Nam thực lục (Tập 23) chép việc:
Năm Tân Sửu (1841), tháng 8...Cao Bá Quát và Phan Nhạ làm Sơ khảo trường thi Thừa Thiên, chữa văn sĩ nhân (chữa 09 chữ trong một số quyển thi phạm húy). Bộ Lễ và Viện Đô sát tra xét, nghị tội: Quát và Nhạ phải tội xử tử. Nguyễn Văn Siêu (làm Phân khảo) phải tội trượng, đồ. Chủ khảo và Giám khảo bị cách chức, giáng chức. Vua xét lại, tha cho Quát, Nhạ tội xử tử và chuyển thành giảo giam hậu. Siêu chỉ bị cách chức, tha cho tội đồ; Chủ khảo Bùi Quỹ và Phó khảo Trương Sĩ Tiến bị cách lưu làm việc. 5 cử nhân có bài được sửa đều phải thi lại cả ba kỳ và đều được lấy đỗ trở lại .
Sau gần ba năm bị giam cầm khổ sở, khoảng cuối năm Quý Mão (1843), Cao Bá Quát được triều đình tạm tha, nhưng bị phát phối đi Đà Nẵng, chờ ngày đi "dương trình hiệu lực" (tức đi phục dịch để lấy công chuộc tội).
Tháng 12 (âm lịch), ông theo Đào Trí Phú (trưởng đoàn) xuống tàu Phấn Bằng đi hiệu lực đến vùng Giang Lưu Ba (Indonesia). Cùng lúc ấy, Phan Nhạ theo Nguyễn Công Nghĩa (trưởng đoàn) xuống thuyền Thần Dao đi hiệu lực sang Tân Gia Ba (Singapore)
Tháng 7 năm Giáp Thìn (1844), đoàn công cán trên thuyền Phấn Bằng về đến Việt Nam. Sau đó, Cao Bá Quát được phục chức ở bộ Lễ, nhưng chẳng bao lâu thì bị thải về sống với vợ con ở Thăng Long.
Ông trở về sống với vợ con ở Hà Nội. Trước đây, nhà ông vốn ở phố Đình Ngang (nay gần phố Nguyễn Thái Học), năm 1834 khi ông vào Huế thi Hội, thì vợ ông ở nhà đã xin phép cha chồng cho sửa lại một ngôi nhà gần Cửa Bắc về phía Hồ Tây và Hồ Trúc Bạch. Thời gian này, những lúc thư nhàn, ông thường xướng họa với các danh sĩ đất Thăng Long như Nguyễn Văn Siêu, Nguyễn Văn Lý, Trần Văn Vi, Diệp Xuân Huyên...
Sau ba năm bị thải về, Cao Bá Quát nhận được lệnh triệu vào Huế (1847) làm ở Viện Hàn Lâm, lo việc sưu tầm và sắp xếp văn thơ. Thời gian ở Kinh đô Huế lần này, ông kết thân với một số thi nhân nổi tiếng như Nguyễn Hàm Ninh, Đinh Nhật Thận, Nguyễn Phúc Miên Thẩm, Nguyễn Phúc Miên Trinh...và ông đã được mời tham gia Mạc Vân Thi xã do hai vị hoàng thân này sáng lập.
Năm Canh Tuất (1850), do không được lòng một số quan lớn tại triều, Cao Bá Quát đã bị đầy đi làm giáo thụ ở phủ Quốc Oai (Sơn Tây cũ).

## Khởi nghĩa chống nhà Nguyễn
Khoảng cuối năm Canh Tuất (1850) đời vua Tự Đức, Cao Bá Quát lấy cớ về quê chịu tang cha và sau đó xin ở lại nuôi mẹ già rồi xin thôi chức Giáo thụ ở phủ Quốc Oai.
Khoảng tháng 6, tháng 7 âm lịch năm Giáp Dần 1854, nhiều tỉnh ở miền Bắc gặp đại hạn, lại bị nạn châu chấu làm cho mùa màng mất sạch, đời sống người nhân dân hết sức cực khổ; Cao Bá Quát bèn vận động một số sĩ phu yêu nước, các thổ hào ở các vùng Quốc Oai, Vĩnh Phúc, Cao Bằng, Lạng Sơn... cùng nhau tôn Lê Duy Cự làm minh chủ chống lại nhà Nguyễn. Cao Bá Quát làm quốc sư, họp với thổ mục Sơn Tây là Đinh Công Mỹ và Bạch Công Trân dựng cờ nổi dậy tại Mỹ Lương, thuộc vùng Sơn Tây chống lại triều đình đương thời.
Đang trong quá trình chuẩn bị khởi nghĩa, do có người tố giác nên kế hoạch bị bại lộ. Trước tình thế cấp bách, Cao Bá Quát buộc phải phát lệnh tấn công vào cuối năm 1854. Buổi đầu ông cùng các thổ mục ở Sơn Tây là Đinh Công Mỹ và Bạch Công Trân đem lực lượng đánh phá phủ Ứng Hòa, huyện Thanh Oai, huyện thành Tam Dương, phủ Quốc Oai, Yên Sơn... Tuy giành được một số thắng lợi, nhưng sau khi quan quân triều đình tập trung phản công thì quân khởi nghĩa liên tiếp bị thất bại.
Tháng Chạp năm Giáp Dần (tháng 12 năm này rơi vào năm dương lịch 1855 ), sau khi bổ sung lực lượng (chủ yếu là người Mường và người Thái ở vùng rừng núi Mỹ Lương, nay là vùng đất phía Tây sông Đáy thuộc các huyện Chương Mỹ, Mỹ Đức của Hà Nội, và các huyện Lương Sơn, Kim Bôi tỉnh Hòa Bình), Cao Bá Quát đem quân tấn công huyện lỵ Yên Sơn lần thứ hai (huyện lỵ huyện Yên Sơn cũng là phủ lỵ phủ Quốc Oai, ngày nay là thị trấn Quốc Oai huyện Quốc Oai). Phó lãnh binh Sơn Tây là Lê Thuận đem quân nghênh chiến. Cuộc đối đầu đang hồi quyết liệt tại vùng núi Yên Sơn (giáp Sài Sơn), thì Cao Bá Quát bị suất đội Đinh Thế Quang bắn chết tại trận. Tiếp theo, Nguyễn Kim Thanh và Nguyễn Văn Thực cũng lần lượt bị quân triều đình bắt được, sau cả hai đều bị xử chém. Ngoài những thiệt hại này, hơn trăm quân khởi nghĩa bị chém chết và khoảng 80 quân khác bị bắt (theo sử nhà Nguyễn).
Nghe tin đại thắng, vua Tự Đức lệnh cho ban thưởng và cho đem thủ cấp của nghịch Quát bêu và rao khắp các tỉnh Bắc Kỳ rồi giã nhỏ quăng xuống sông. Sự thật về cái chết của Cao Bá Quát cho đến nay vẫn còn là một vấn đề nghi vấn cần làm sáng tỏ hơn .
Sau khi dẹp được cuộc khởi nghĩa, triều đình ra lệnh tru di tam tộc dòng họ Cao của ông. Anh trai song sinh của ông là Cao Bá Đạt đang làm Tri huyện Nông Cống tỉnh Thanh Hóa, và có tiếng là một viên quan mẫn cán và thanh liêm, cũng phải chịu tội và bị giải về kinh đô Huế. Dọc đường, Cao Bá Đạt làm một tờ trần tình gửi triều đình rồi dùng dao đâm cổ tự vẫn.

## Tác phẩm
Ngay sau khi cuộc nổi dậy ở Mỹ Lương (tỉnh Sơn Tây) bị thất bại (1855-1856), các tác phẩm của Cao Bá Quát đã bị triều đình nhà Nguyễn cho thu đốt, cấm tàng trữ và lưu hành, nên đã bị thất lạc không ít. Tuy vậy, trước 1984, nhóm biên soạn sách Thơ văn Cao Bá Quát, đã tìm đến kho sách cổ của Thư viện Khoa học kỹ thuật trung ương (Hà Nội), và sau khi loại trừ những bài chắc chắn không phải của ông, thì số tác phẩm còn sót lại cũng còn được trên ngàn bài được viết bằng thứ chữ Nôm và chữ Hán.
Cụ thể là hiện còn 1353 bài thơ và 21 bài văn xuôi, gồm 11 bài viết theo thể ký hoặc luận văn và 10 truyện ngắn viết theo thể truyền kỳ. Trong số này về chữ Nôm, có một số bài hát nói, thơ Đường luật và bài phú Tài tử đa cùng (Bậc tài tử lắm cảnh khốn cùng). Về chữ Hán, khối lượng thơ nhiều hơn, được tập hợp trong các tập:
- Cao Bá Quát thi tập
- Cao Chu Thần di thảo
- Cao Chu Thần thi tập
- Mẫn Hiên thi tập

## Đánh giá chuyên môn
Theo như Từ điển văn học (bộ mới) có nhận xét:

Cao Bá Quát là một nhà thơ rất có bản lĩnh. Từ những tác phẩm đầu tiên đã thấy lòng tin của nhà thơ vào ý chí và tài năng của mình. Ông sống nghèo, nhưng khinh bỉ những kẻ khom lưng uốn gối để được giàu sang, và tin rằng mình có thể tự thay đổi đời mình.
Đến khi làm quan, muốn đem tài năng ra giúp đời, nhưng rồi Cao Bá Quát sớm nhận ra rằng vấn đề không hề đơn giản như ông tưởng.
Có những lúc ông cảm thấy bất lực trước những bất công trong xã hội, ông cũng muốn nhàn hưởng lạc thú như Nguyễn Công Trứ. Thế nhưng mỗi khi nghĩ đến những người cùng khổ bị áp bức, ông lại thấy cách đó là không thể, mà phải tìm một con đường khác. Cuối cùng, con đường mà ông chọn là đến với phong trào nông dân khởi nghĩa chống lại triều đình.
Ngoài những chủ đề nêu trên, ông còn viết về vợ con, bè bạn, học trò và quê hương. Bài nào cũng thắm thiết, xúc động. Ông cũng có một số bài đề cao những anh hùng trong lịch sử, để qua đó thể hiện hoài bão của mình. Ông cũng có một số bài thơ viết về chuyện học, chuyện thi mà ông cho rằng chỉ là chuyện "nhai văn nhá chữ". Trong dịp ông đi công cán ở vùng Hạ Châu, ông cũng có những bài thơ phản ảnh cảnh bất công giữa người da trắng với người da đen...
Về mặt nghệ thuật, Cao Bá Quát là một nhà thơ trữ tình với một bút pháp đặc sắc. Ông làm thơ nhanh, có lúc "ứng khẩu thành chương", nhưng vẫn thể hiện được cảm xúc dồi dào và sâu lắng. Và mặc dù hình tượng trong thơ ông thường bay bổng, lãng mạn, nhưng trong những bài viết về quê hương thì ông lại sử dụng rất nhiều chi tiết hiện thực gợi cảm. Ngoài ra, đối với thiên nhiên, ông cũng hay nhân cách hóa, coi đó như những người bạn tri kỷ tri âm...

Trích thêm một số nhận xét khác: 
- GS. Dương Quảng Hàm:

Cao Bá Quát là một văn hào có nhiều ý tứ mới lạ, lời lẽ cao kỳ .
- GS. Thanh Lãng:

Tư tưởng độc lập của Cao Bá Quát khác cái chí nam nhi của Nguyễn Công Trứ. Ông Trứ lập nghiệp là để giúp vua, để chu toàn nghĩa quân thần; còn ông Quát mang cả cái mộng thay đổi thời cuộc và chuyển vần số mệnh...Về mặt nghệ thuật, sở trường của ông là thể phú  và thể ca trù. Hai thể này, với ông đã vươn tới một trình độ nghệ thuật tuyệt vời. Có điều ông hay lạm dụng chữ Nho và điển tích, vì vậy có thua kém Nguyễn Công Trứ về thể loại ca trù .
- Thi sĩ Xuân Diệu:

Cao Bá Quát trước mắt chúng ta, tượng trưng cho tài thơ và tinh thần phản kháng. Còn triết lý của ông chính là bền bỉ phục vụ cho đời .

## Tranh cãi

### Năm sinh, năm mất
Phỏng đoán Cao Bá Quát sinh năm 1808 là căn cứ bài "Thiên cư thuyết" của ông. Trong bài có câu (dịch): "Với tuổi ta mới hai kỷ mà đã thấy núi sông, thành quách cũ thay đổi đến ba lần". Cuối bài ghi: "Tháng mạnh thu, năm Nhâm Thìn (1832), Chu thần thị viết bài thuyết này". Hai kỷ tức 24 năm, suy ra ông sinh năm 1808. Tuy nhiên cứ liệu này chỉ có giá trị tương đối. Theo GS Vũ Khiêu và nhóm nghiên cứu về Cao Bá Quát thì khẳng định ông sinh năm 1809. Từ điển Bách khoa Việt Nam cũng ghi ông sinh năm 1809..
Về năm mất, có một vài tác giả cho rằng Cao Bá Quát mất năm 1854. Nhưng theo Trần Công Nghị thì:
Cao Bá Quát mất ngay tại trận tiền vào tháng Chạp năm Giáp Dần. Khi chuyển qua dương lịch thì: Ngày 1 tháng 12 năm Giáp Dần nhằm ngày 18 tháng 1 năm 1855. Ngày 30 tháng Chạp, năm Giáp Dần nhằm ngày 16 tháng 2 năm 1855. Như vậy nguyên tháng Chạp năm này đều rơi vào năm 1855. Cho nên năm qua đời của Cao Bá Quát phải ghi là năm 1855 mới đúng.

### Những giai thoại
Hiện vẫn còn tồn tại nhiều giai thoại liên quan đến nhân cách và tài thơ của Cao Bá Quát (như Bịa thơ tài hơn vua, Chữa câu đối của vua, Cá đớp cá-người trói người, Trên dưới đều chó, Câu thơ thi xã v.v...). Tuy nhiên, theo GS. Vũ Khiêu thì đa phần chúng đều thiếu căn cứ và chưa được xác minh. Bởi vậy theo ông chỉ có thể hiểu Cao Bá Quát và đánh giá đúng tư tưởng cùng hành động của ông trên cơ sở phân tích nguồn gốc xã hội đương thời, diễn biến trong cuộc đời và trong thơ văn của ông mà thôi . Ở một đoạn khác, giáo sư lại viết:
Khác với một số giai thoại có ý nói Cao Bá Quát là một con người kiêu căng, ngỗ ngược; và qua số một bài thơ cùng bài hát nói được gán cho ông, có người còn muốn coi ông là kẻ thích hưởng lạc, rượu chè, trai gái...Trái lại, qua cuộc đời và thơ văn của ông, chỉ thấy ông là một người biết giữ gìn phẩm hạnh, đối xử đúng mực với cha mẹ, anh em, vợ con, hàng xóm và biết yêu quý đất nước, quê hương.
Đề cập đến Trần tình văn của Cao Bá Nhạ, theo giáo sư thì rất có thể người cháu này đã đỗ lỗi cho chú để minh oan cho mình.

## Sách tham khảo chính
- Quốc sử quán triều Nguyễn, Đại Nam chính biên liệt truyện. Nhà xuất bản Văn Học, 2004.
- Phạm Thế Ngũ, Việt Nam Văn học giản ước tân biên (quyển trung). Quốc học tùng thư, Sài Gòn, 1963.
- Thanh Lãng, Bảng lược đồ văn học Việt Nam (quyển thượng). Nhà xuất bản Trình Bày, không ghi năm xuất bản.
- Nguyễn Lộc, mục từ Cao Bá Quát trong Từ điển Văn học (bộ mới). Nhà xuất bản Thế giới, 2004.
- Nhiều người soạn, Thơ văn Cao Bá Quát. Nhà xuất bản Văn Học, 1984.
- Xuân Diệu, Các nhà thơ cổ điển Việt Nam (tập 2). Nhà xuất bản Văn Học, 1987.
- Nguyễn Minh Tường, Cao Bá Quát: Danh sĩ đất Thăng Long-Hà Nội. Nhà Xuất bản Quân đội nhân dân, Hà Nội, 2012.